# هری لیتکه
هری لیتکه (انگلیسی: Harry Liedtke؛ ۱۲ اکتبر ۱۸۸۲ – ۲۸ آوریل ۱۹۴۵) یک هنرپیشه اهل آلمان بود. 
از فیلم‌ها یا برنامه‌های تلویزیونی که وی در آن نقش داشته است می‌توان به دارایی‌های دوک بزرگ، مادام دو باری، کارمن، تاجر ونیزی اشاره کرد.